# Liste der Werke von Pancho Guedes
Die folgende Liste führt die Werke des portugiesischen Architekten Pancho Guedes auf. In seiner Lebenszeit (1925–2015) schuf der Architekt mehr als 400 Werke. Bisher gibt es – weder in der Fachliteratur, noch im Internet – eine vollständige Auflistung der von Guedes geschaffenen Werke. Aufgrund dessen ist diese Liste unvollständig.
| Artikel                                                        | Jahr      | Ort                                    | Land     | Geokoordinaten               | Bild                                                           |
| -------------------------------------------------------------- | --------- | -------------------------------------- | -------- | ---------------------------- | -------------------------------------------------------------- |
| Bloco Habitacional O Leão Que Ri                               | 1954      | Distrito Urbano de KaMpfumo, Maputo    | Mosambik | 25° 57′ 46″ S, 32° 35′ 26″ O | Bloco Habitacional O Leão Que Ri                               |
| Casa das Três Girafas                                          | 1965      | Distrito Urbano de KaMpfumo, Maputo    | Mosambik | 25° 58′ 6″ S, 32° 35′ 47″ O  | Casa das Três Girafas                                          |
| Casa dos Olhos                                                 |           | Colares (Sintra)                       | Portugal | 38° 47′ 40″ N, 9° 26′ 5″ W   |                                                                |
| Casa Leite Martins                                             | 1951      | Distrito Urbano de KaMpfumo, Maputo    | Mosambik | 25° 58′ 4″ S, 32° 35′ 9″ O   | Casa Leite Martins                                             |
| Casa Salm                                                      | 1965      | Distrito Urbano de KaMpfumo, Maputo    | Mosambik | 25° 57′ 33″ S, 32° 36′ 9″ O  |                                                                |
| Casa Vermelha                                                  | 1969      | Distrito Urbano de KaMpfumo, Maputo    | Mosambik | 25° 57′ 24″ S, 32° 35′ 47″ O | Casa Vermelha                                                  |
| Cine Tômbwa                                                    |           | Tômbua                                 | Angola   | 15° 48′ 12″ S, 11° 50′ 53″ O | Cine Tômbwa                                                    |
| Convento de São José de Lhanguene                              | 1968      | Distrito Urbano de Nlhamankulu, Maputo | Mosambik | 25° 56′ 39″ S, 32° 32′ 49″ O |                                                                |
| Edifício do Banco das Poupanças das Viúvas e Orfãos da Polícia | 1967      | Distrito Urbano de KaMpfumo, Maputo    | Mosambik | 25° 57′ 48″ S, 32° 34′ 34″ O | Edifício do Banco das Poupanças das Viúvas e Orfãos da Polícia |
| Edifício Dragão                                                | 1951      | Distrito Urbano de KaMpfumo, Maputo    | Mosambik | 25° 58′ 26″ S, 32° 35′ 34″ O | Edifício Dragão                                                |
| Edifício Nauticus                                              | 1960er    | Nampula                                | Mosambik | 15° 6′ 53″ S, 39° 15′ 51″ O  |                                                                |
| Edifício Prometheus                                            | 1951–1953 | Distrito Urbano de KaMpfumo, Maputo    | Mosambik | 25° 58′ 5″ S, 32° 35′ 49″ O  | Edifício Prometheus                                            |
| Edifício Tonelli                                               | 1958      | Distrito Urbano de KaMpfumo, Maputo    | Mosambik | 25° 58′ 16″ S, 32° 34′ 33″ O | Edifício Tonelli                                               |
| Edíficio do Totta Standard Bank                                |           | Tômbua                                 | Angola   | 15° 48′ 7″ S, 11° 51′ 16″ O  |                                                                |
| Escola Primária de Antioka                                     | 1964      | Antioka, Magude, Provinz Maputo        | Mosambik | 25° 0′ 51″ S, 32° 41′ 17″ O  |                                                                |
| Hotel Tamariz / Edifício Jossub                                | 1954      | Distrito Urbano de KaMpfumo, Maputo    | Mosambik | 25° 58′ 25″ S, 32° 34′ 3″ O  |                                                                |
| Igreja da Sagrada Família                                      | 1964      | Matola                                 | Mosambik | 25° 54′ 40″ S, 32° 29′ 39″ O |                                                                |
| Igreja de Santa Ana da Munhuana                                | 1963–1965 | Distrito Urbano de KaMpfumo, Maputo    | Mosambik | 25° 57′ 27″ S, 32° 34′ 7″ O  |                                                                |
| Igreja de São Cipriano do Chamanculo                           | 1974      | Distrito Urbano de Nlhamankulu, Maputo | Mosambik | 25° 57′ 20″ S, 32° 33′ 39″ O |                                                                |
| Jardim Infantil Piramidal                                      | 1957      | Distrito Urbano de KaMpfumo, Maputo    | Mosambik | 25° 57′ 46″ S, 32° 35′ 47″ O |                                                                |
| Padaria Saipal                                                 | 1954      | Distrito Urbano de KaMpfumo, Maputo    | Mosambik | 25° 57′ 38″ S, 32° 34′ 29″ O | Padaria Saipal                                                 |
| Prédio Abreu, Santos e Rocha                                   | 1956      | Distrito Urbano de KaMpfumo, Maputo    | Mosambik | 25° 58′ 16″ S, 32° 33′ 57″ O |                                                                |
| Pŕédio Isauro Lopes                                            | 1957–1960 | Distrito Urbano de KaMpfumo, Maputo    | Mosambik | 25° 58′ 10″ S, 32° 34′ 45″ O |                                                                |
| Prédio Mann George                                             | 1954      | Distrito Urbano de KaMpfumo, Maputo    | Mosambik | 25° 58′ 20″ S, 32° 33′ 59″ O | Prédio Mann George                                             |
| Prédio Octávio Lobo                                            | 1967      | Distrito Urbano de KaMpfumo, Maputo    | Mosambik | 25° 58′ 16″ S, 32° 33′ 59″ O | Prédio Octávio Lobo                                            |
| Prédio Otto Barbosa                                            | 1953      | Distrito Urbano de KaMpfumo, Maputo    | Mosambik | 25° 58′ 3″ S, 32° 33′ 46″ O  | Prédio Otto Barbosa                                            |
| Prédio Spence e Lemos                                          | 1964      | Distrito Urbano de KaMpfumo, Maputo    | Mosambik | 25° 58′ 18″ S, 32° 33′ 57″ O | Prédio Spence e Lemos                                          |
| Residência de Estudantes Khovo Lar                             | 1966      | Distrito Urbano de KaMpfumo, Maputo    | Mosambik | 25° 57′ 57″ S, 32° 34′ 39″ O | Residência de Estudantes Khovo Lar                             |
| Restaurante Zambi                                              | 1956      | Distrito Urbano de KaMpfumo, Maputo    | Mosambik | 25° 58′ 48″ S, 32° 34′ 46″ O |                                                                |
| Waterford Kamhlaba                                             |           | Hhohho                                 | Eswatini | 26° 18′ 11″ S, 31° 6′ 15″ O  |                                                                |